# Exidmonea flexuosa
Exidmonea flexuosa är en mossdjursart som först beskrevs av Pourtalès 1867.  Exidmonea flexuosa ingår i släktet Exidmonea och familjen Tubuliporidae.
Artens utbredningsområde är Mexikanska golfen. Inga underarter finns listade i Catalogue of Life.